# Coupe continentale de combiné nordique 2011
Navigation
2009 — 2010 2011 — 2012
| \| Erzurum Klingenthal Harrachov Eisenerz Szczyrk Kranj Kuopio Høydalsmo \| Les sites des compétitions (manquent Steamboat Springs et Park City) |
| Erzurum Klingenthal Harrachov Eisenerz Szczyrk Kranj Kuopio Høydalsmo                                                                            |

La coupe continentale de combiné nordique 2010 — 2011 fut la troisième édition de la coupe continentale, compétition de combiné nordique organisée annuellement et qui était appelée de 1991 à 2008 la coupe continentale de combiné nordique.
Elle s'est déroulée du 4 décembre 2010 au 12 mars 2011, en vingt épreuves.
Cette coupe continentale a débuté comme les deux saisons précédentes, aux États-Unis : les premières épreuves eurent lieu dans le Colorado, dans la station de Steamboat Springs, suivies par celles de Park City, dans l'Utah.
La saison se poursuivit ensuite
en Turquie, dans la station d'Erzurum,
en Allemagne (Klingenthal),
en république tchèque (Harrachov),
en Autriche (Eisenerz),
en Pologne, (Szczyrk),
en Slovénie (Kranj),
en Finlande (Kuopio),
pour s'achever en Norvège, à Høydalsmo.
Les épreuves d'Erzurum furent les premières organisées en Turquie dans l'histoire de cette compétition.
Cette Coupe continentale a été remportée par l'allemand Fabian Rießle.

## Classement général
| Rang | Nom                        | Points |
| ---- | -------------------------- | ------ |
| 1    | Fabian Rießle              | 728    |
| 2    | Magnus Krog                | 654    |
| 3    | Jørgen Graabak             | 552    |
| 4    | Dominik Dier               | 523    |
| 5    | Tomaz Druml                | 476    |
| 6    | Marco Pichlmayer           | 434    |
| 7    | Michael Dünkel (de)        | 404    |
| 8    | Lukas Klapfer              | 390    |
| 9    | Geoffrey Lafarge           | 372    |
| 10   | Marjan Jelenko             | 365    |
| 11   | Truls Sønstehagen Johansen | 348    |
| 12   | Sebastian Reuschel (de)    | 292    |

## Calendrier
| Date                     | Épreuve                                | Vainqueur                                               | Deuxième                                         | Troisième                                          |
| 1 — 2. Steamboat Springs |                                        |                                                         |                                                  |                                                    |
| 4/12/2009                | HS 127 / 10 km                         | Todd Lodwick                                            | Dominik Dier                                     | Wolfgang Bösl                                      |
| 5/12/2010                | HS 127 / 10 km                         | Todd Lodwick                                            | Sebastian Reuschel (de)                          | Fabian Rießle                                      |
| 3 — 4. Park City         |                                        |                                                         |                                                  |                                                    |
| 11/12/2010               | HS 134 / 10 km                         | Sebastian Reuschel (de)                                 | Jørgen Graabak                                   | Wolfgang Bösl                                      |
| 12/12/2010               | HS 134 / 10 km                         | Geoffrey Lafarge                                        | Jørgen Graabak                                   | Taylor Fletcher                                    |
| 5 — 6. Erzurum           |                                        |                                                         |                                                  |                                                    |
| 18/12/2010               | HS 100 / 10 km                         | Aleš Vodseďálek                                         | Steffen Tepel                                    | Geoffrey Lafarge                                   |
| 19/12/2010               | HS 100 / 10 km                         | Sergueï Maslennikov                                     | Fabian Rießle                                    | Geoffrey Lafarge                                   |
| 7 — 8. Klingenthal       |                                        |                                                         |                                                  |                                                    |
| 15/01/2011               | HS 140 / 10 km                         | Kaarel Nurmsalu                                         | Fabian Rießle                                    | Franz-Josef Rehrl                                  |
| 16/01/2011               | HS 140 / 10 km                         | Fabian Rießle                                           | Magnus Krog                                      | Marjan Jelenko                                     |
| 9 — 10. Harrachov        |                                        |                                                         |                                                  |                                                    |
| 21/01/2011               | HS 100 / 10 km                         | Tomaz Druml                                             | Taylor Fletcher                                  | Thomas Kjelbotn                                    |
| 22/01/2011               | HS 100 / 10 km                         | Fabian Rießle                                           | Tomaz Druml                                      | Taylor Fletcher                                    |
| 11 — 12. Eisenerz        |                                        |                                                         |                                                  |                                                    |
| 5/02/2011                | HS 100 / 10 km                         | Truls Sønstehagen Johansen                              | Magnus Krog                                      | Lukas Klapfer                                      |
| 6/02/2011                | HS 100 / 10 km                         | Lukas Klapfer                                           | Christoph Bieler                                 | Gašper Berlot                                      |
| 13 — 14. Szczyrk         |                                        |                                                         |                                                  |                                                    |
| 12/02/2011               | HS 106 / 10 km                         | Lukas Klapfer                                           | Marjan Jelenko                                   | Magnus Krog                                        |
| 13/02/2011               | HS 106 / 10 km                         | Magnus Krog                                             | Tomaz Druml                                      | Lukas Klapfer                                      |
| 15 — 16. Kranj           |                                        |                                                         |                                                  |                                                    |
| 19/02/2011               | HS 109 / 10 km                         | Magnus Krog                                             | Jørgen Graabak                                   | Tomaz Druml                                        |
| 20/02/2011               | HS 109 / 10 km                         | Magnus Krog                                             | Tomaz Druml                                      | Jørgen Graabak                                     |
| 17 — 18. Kuopio          |                                        |                                                         |                                                  |                                                    |
| 5/03/2011                | Sprint par équipes HS 140 / 2 x 7,5 km | Autriche II- Benjamin Kreiner - Thomas Egger Riedmüller | Finlande I- Eetu Vähäsöyrinki - Joni Karjalainen | Allemagne II- Michael Dünkel (de) - Johannes Wasel |
| 6/03/2011                | HS 127 / 10 km                         | Dominik Dier                                            | Johannes Wasel                                   | Marco Pichlmayer                                   |
| 19 — 20. Høydalsmo       |                                        |                                                         |                                                  |                                                    |
| 11/03/2011               | HS 94 / 10 km                          | Marco Pichlmayer                                        | Jonas Nermoen (no)                               | Benjamin Kreiner                                   |
| 12/03/2011               | HS 94 / 10 km                          | Marco Pichlmayer                                        | Wilfried Cailleau                                | Samuel Guy                                         |